# Pałac w Białawach Małych
Pałac w Białawach Małych – wybudowany w 1880 r. w Białawach Małych.

## Położenie
Pałac położony jest we wsi w Polsce, w województwie dolnośląskim, w powiecie wołowskim, w gminie Wińsko.

## Historia
Obiekt jest częścią zespołu pałacowego, w skład którego wchodzą jeszcze: park z drugiej połowy XIX w., zmiany  w 1905 r.; altana z drugiej połowy XIX w.